# Redowa

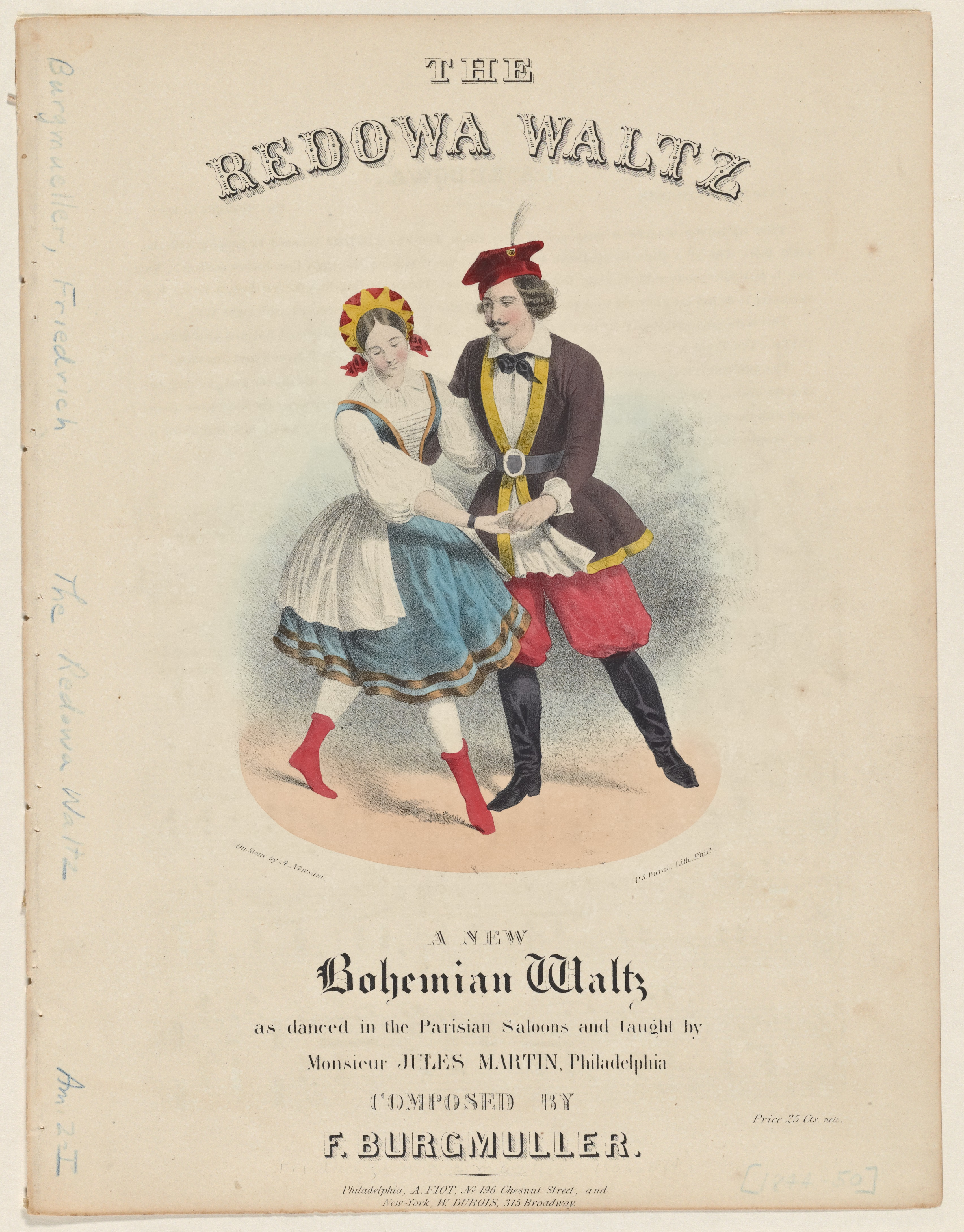
«The Redowa waltz. A new Bohemian waltz as danced in the Parisian saloons and taught by Monsieur Jules Martin»

Redowa (rejdovák) är en böhmisk dans, vanligen i tretakt och raskt tempo. På 1840-talet var den populär i Paris och Londons salonger.